# USS LST-79
O USS LST-79 foi um navio de guerra norte-americano da classe LST que operou durante a Segunda Guerra Mundial.